# Вибори до Харківської обласної ради 2010
Вибори до обласної ради 2010 — вибори до Харківської обласної ради, що відбулися 31 жовтня 2010 року. Вибори пройшли за змішаною системою. 

## Результати виборів

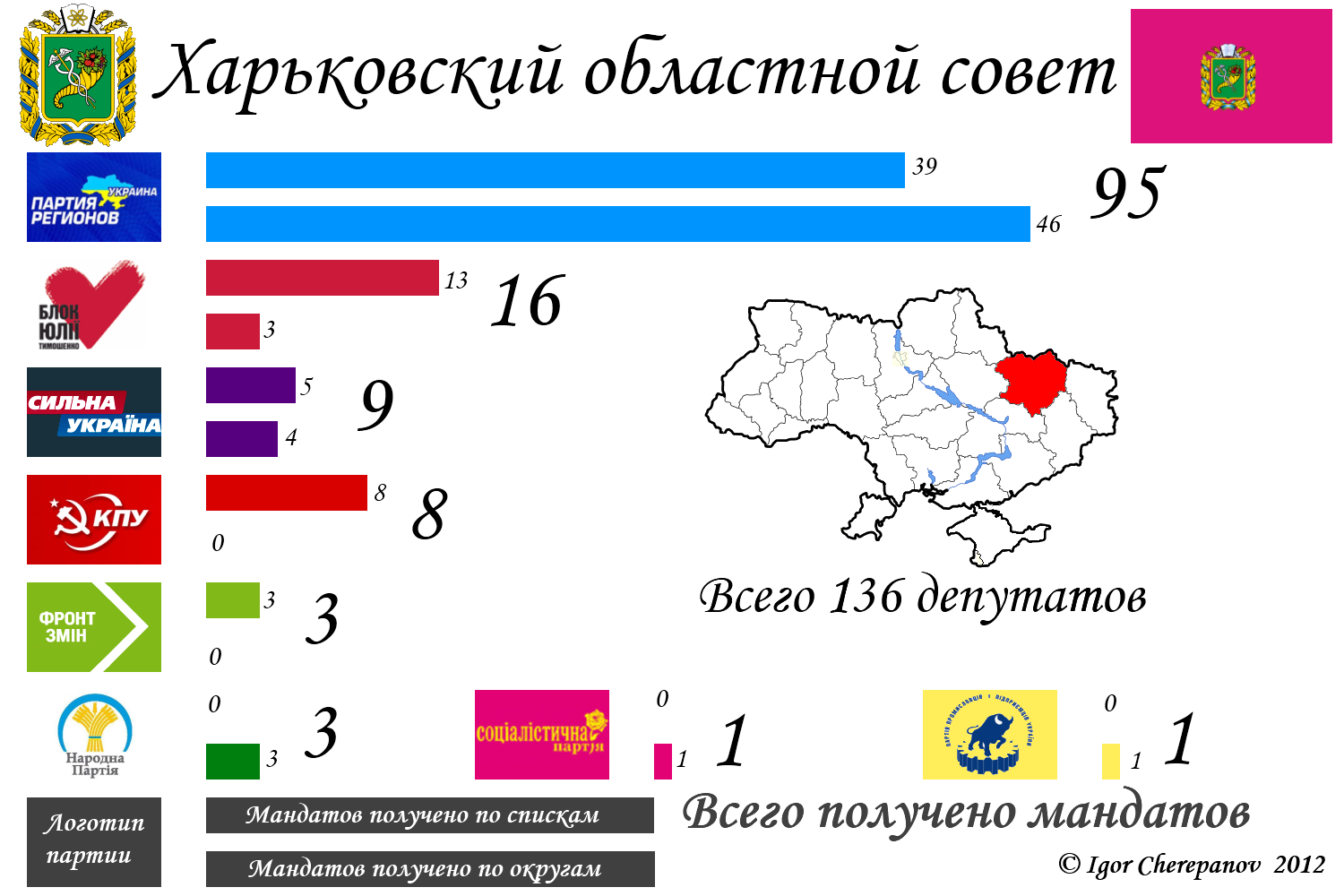
Результати виборів до Харківської обласної ради

### Голосування за списки партій
| № | Партія чи блок                         | Голосів «За» | У %   | +/- відсотків у порівнянні з попередніми виборами | Місць |
| - | -------------------------------------- | ------------ | ----- | ------------------------------------------------- | ----- |
| 1 | Партія регіонів                        |              | 34,59 |                                                   | 39    |
| 2 | Всеукраїнське об'єднання «Батьківщина» |              | 17,69 |                                                   | 13    |
| 3 | Комуністична партія України            |              | 10,06 |                                                   | 8     |
| 4 | Сильна Україна                         |              | 5,91  |                                                   | 5     |
| 5 | Фронт змін                             |              | 3,73  |                                                   | 3     |
| 6 | Соціалістична партія України           |              | 2,9?  |                                                   | 0     |
|   | Всеукраїнське об'єднання «Свобода»     |              | 1,19  |                                                   | 0     |
|   | Проти всіх                             |              |       | —                                                 | —     |
|   | Недійсні бюлетені                      |              |       | —                                                 | —     |
|   | В цілому                               |              | 100%  |                                                   |       |

### Одномандатні округи
| № | Партія                                    | Здобуто місць |
| - | ----------------------------------------- | ------------- |
| 1 | Партія регіонів                           | 46            |
| 2 | Сильна Україна                            | 4             |
| 3 | Всеукраїнське об'єднання «Батьківщина»    | 3             |
| 4 | Народна партія                            | 3             |
| 5 | Соціалістична партія України              | 1             |
| 6 | Партія промисловців і підприємців України | 1             |

### Загальні підсумки здобутих партіями місць
| № | Партія                                    | Здобуто місць |
| - | ----------------------------------------- | ------------- |
| 1 | Партія регіонів                           | 95            |
| 2 | Всеукраїнське об'єднання «Батьківщина»    | 16            |
| 3 | Сильна Україна                            | 9             |
| 4 | Комуністична партія України               | 8             |
| 5 | Фронт змін                                | 3             |
| 6 | Народна партія                            | 3             |
| 7 | Соціалістична партія України              | 1             |
| 8 | Партія промисловців і підприємців України | 1             |